# Georg Philipp Telemann
Georg Philipp Telemann (Magdeburg, 14. travnja 1681. – Hamburg, 25. lipnja 1767.), njemački skladatelj.
Jedan je od najobrazovanijih glazbenika svojega doba, virtuoz na orguljama i čembalu, dirigent, najplodniji skladatelj 18. stoljeća, pjesnik i pisac glazbenih rasprava. Utemeljio je i vodio Collegium Musicum u Leipzigu i među prvima je organizirao javne koncerte u Njemačkoj. Skladao je više od 40 opera, 46 pasija, oko 2000 kantata, a napisao je tri autobiografije.